# El mágico número siete, más o menos dos
El mágico número siete, más o menos dos: Algunos límites en nuestra capacidad de procesar la información es uno de los textos más citados en la psicología. Fue Publicado en 1956 en Psychological Review por el psicólogo cognitivo George A. Miller del Departamento de Psicología de la Universidad de Harvard. A menudo se interpreta que el número de objetos que un humano promedio puede tener en la memoria de trabajo es entre 5 y 9, es decir, 7 ± 2. Frecuentemente se le refiere como la Ley de Miller (Miller's Law).

## El artículo de Miller
En este artículo, Miller discute la conciencia entre los límites de un juicio absolutamente unidimensional y los límites de la memoria a corto plazo. En una tarea de juicio unidimensional, a una persona se le presenta con un número de estímulos que varían en una dimensión (10 diferentes tonos varían solo en frecuencia) y responden a cada estímulo junto con una respuesta (aprendida anteriormente). El rendimiento es casi perfecto hasta cinco o seis diferentes estímulos pero empeora al número siete de cada estímulo incrementa. La tarea puede ser descrita como una transmisión de información: La entrada consiste en uno de varios estímulos posibles, y la salida consiste en una respuesta. La información contenida en la entrada pueden ser determinadas por un número de decisiones binarias que necesitan ser hechas para llegar al estímulo seleccionado, y el mismo se mantiene por la respuesta. Por lo tanto, el rendimiento máximo de las personas en un juicio unidimensional absoluto puede ser caracterizado como un canal de información con aproximadamente de 2 a 3 bits de información, los cuales corresponden a la habilidad de distinguir entre cuatro y ocho alternativas. 
La segunda limitación cognitiva Miller discute la capacidad de la memoria. La capacidad de la memoria se refiere a la lista más larga de objetos que una persona puede repetir en orden en el 50% de los procedimientos. Miller observa que la capacidad de memoria de jóvenes adultos es aproximadamente siete objetos. Él se dio cuenta de que la capacidad de la memoria es aproximadamente la misma para un estímulo con una diferente cantidad de información—por ejemplo, dígitos binarios tienen 1 bit cada uno; dígitos decimales tienen 3.32 bits cada uno; las palabras tienen como 10 bits cada una. Miller concluyó que la capacidad de la memoria no es limitada en término de bits pero si en términos de chunks. Un chunk es la unidad más larga en el material presentado que la persona reconoce, lo que cuenta como un chunk depende en el conocimiento de la persona en el test. Por ejemplo, una palabra es un chunk para un hablante del idioma pero son muchos chunks para alguien que no está familiarizado con el idioma y mira la palabra como una colección de segmentos fonéticos.
Miller reconoció que la correspondencia entre los límites de un juicio unidimensional absoluto y de la capacidad de la memoria a corto plazo fueron solo coincidencia, porque solo el primer límite, no el segundo, puede ser caracterizados en información- términos teóricos (como unos números constantes de bits). Por lo que, no hay nada mágico acerca del número siete, y Miller usó la expresión de manera retórica. Sin embargo, la idea de un “número mágico 7” inspiró mucha teorización, rigurosa y menos rigurosa, sobre los límites de capacidad de la cognición humana. El número siete constituye una heurística útil, que nos recuerda que las listas que son mucho más largas se vuelven mucho más difíciles de recordar y procesar simultáneamente.

## El "número mágico 7" y capacidad de memoria de trabajo
Investigaciones posteriores sobre memoria de corto plazo y memoria de trabajo revelaron que la capacidad de memoria no es una constante incluso cuando se mide en varios segmentos. El número de segmentos que un humano puede recordar inmediatamente después de presentar depende en la categoría de segmentos usados (p. Ej. el lapso es de alrededor de siete por dígitos, alrededor seis por letras, y alrededor cinco por palabras), e incluso en las características de los trozos dentro de una categoría. Fragmentación es utilizado por la memoria de corto plazo del cerebro como un método para guardar grupos de información accesibles para recordar mayor fácilmente. Funciona y trabaja mejor como etiquetas con las que ya está familiarizado: la incorporación de nueva información en una etiqueta que ya está bien ensayada en la memoria a largo plazo. Estos fragmentos deben almacenar la información de tal manera en que puedan ser desmontado en los datos necesarios. La capacidad de almacenamiento depende de la información que se almacena. Por instancias, el lapso es menor por palabras largas que lo que es por palabras cortas.En general, la capacidad de memoria para contenidos verbales (dígitos, letras,palabras, etc.) depende fuertemente en el tiempo que toma hablar los contenidos em voz alta. Algunos investigadores tienen entonces propuesto que la capacidad límite de memoria de corto plazo para material verbal no es un “número mágico”  sino más bien un “hechizo mágico”. Baddeley utilizó estos hallazgos para postular que un componente de su modelo de memoria de trabajo, el bucle fonológico, es capaz de aguantar unos 2 segundos de sonido. Sin embargo, el límite de memoria de corto plazo no puede ser fácilmente ser caracterizado como un constante “hechizo mágico” tampoco, porque la capacidad de memoria también depende en factores además de la duración del habla. Por instancias, el intervalo depende del estado léxico de los contenidos (es decir, si los contenidos son palabras conocidas por la persona o no). Varios otros factores también afectan el alcance medido de una persona, y por lo tanto, es difícil determinar la capacidad de la memoria de corto plazo o de trabajo a una cantidad de partes. Sin embargo, Cowan ha propuesto que la memoria de trabajo tiene una capacidad de cuatro fragmentos en jóvenes adultos (y menos en niños y adultos mayores)
Tarnow encuentra que en un experimento clásico típicamente argumentado como el apoyo de un búfer de 4 elementos por Murdock, de hecho no hay evidencia de ello y, por lo tanto, el "número mágico", al menos en el experimento de Murdock, es 1.Otras teorías prominentes de corto plazo la capacidad de memoria de término discute contra la capacidad de medición en términos de un número fijo de elementos.

## Otros límites numéricos cognitivos
Cowan también notó una serie de otros límites de cognición que apuntan a un "número cuatro mágico, y a diferencia de Miller, argumentó que esta correspondencia no es una coincidencia. Otro proceso que parece estar limitado en aproximadamente cuatro elementos es la subitización, la rápida enumeración de pequeños números de objetos. Cuando se muestran brevemente varios objetos, su número se puede determinar muy rápidamente, de un vistazo, cuando el número no excede el límite de subtitulación, que es de aproximadamente cuatro objetos. Los números más grandes de objetos deben ser contado, que es un proceso más lento. La película Rain Man retrató a un sabio autista, que fue capaz de determinar rápidamente el número de palillos de dientes de una caja entera derramada en el suelo, aparentemente subitizando un número mucho mayor que cuatro objetos. Una hazaña similar fue Observado informalmente por el neuropsicólogo Oliver Sacks e informó en su libro The Man Who Mistook His Wife for a Hat. Por lo tanto, uno podría suponer que este límite es un límite arbitrario impuesto por nuestro conocimiento. en lugar de ser necesariamente un límite físico. (Por otro lado, el experto en autismo Daniel Tammet ha sugerido que los niños Sacks observados pueden haber contado previamente las coincidencias en el recuadro). También hay evidencia de que incluso cuatro trozos son una estimación alta: Gobet y Clarkson realizaron un experimento y encontraron que más de la mitad de las condiciones de recuperación de memoria produjeron sólo alrededor de dos fragmentos. La investigación también muestra que el tamaño, en lugar del número, de trozos que se almacenan en la memoria a corto plazo es lo que permite una memoria mejorada en las personas.